# 比约恩·亚历山大·迪本
比约恩·亚历山大·迪本（德語：Björn Alexander Düben），德国政治学者，主要研究安全问题、外交和情报等。

## 生平
迪本为德国公民，先后在英国牛津大学和伦敦政治经济学院取得国际关系学硕士和博士学位。之后他任教于伦敦国王学院战争研究系和伦敦政治经济学院国际关系学系，之后于2015年入职吉林大学公共外交学院国际关系研究所，任助理教授。他本持有持有有效期至2033年的中国高层次外国人才签证（R-Visa），但2024年接受美国之音采访后遭吉林大学解聘并驱逐出境。
他的研究成果发表在路透社、《国家利益》、《外交家》和英国皇家联合服务研究所 (RUSI) 等媒体上。除了学术工作外，他还曾在拉脱维亚里加的开放社会基金会工作，并担任伦敦一家律师事务所的分析师。